# Il richiamo del cuculo
Il richiamo del cuculo (The Cuckoo's Calling) è un romanzo di J. K. Rowling, pubblicato sotto lo pseudonimo di Robert Galbraith. In Italia è stato pubblicato il 4 novembre 2013 dalla casa editrice Salani. Nell'ottobre del 2014 è stato pubblicato in Italia il seguito, intitolato Il baco da seta.

## Trama
Cormoran Strike, investigatore privato, viene ingaggiato dall'avvocato John Bristow per indagare sul presunto suicidio di Lula Landry, sua sorella adottiva e famosa top model. Bristow decide di scegliere Strike per via dell'amicizia d'infanzia tra l'investigatore e suo fratello maggiore Charlie, morto da piccolo.
Strike inizia così le sue indagini: incontra la guardia di sicurezza del palazzo in cui la top model viveva, il quale proprio nel momento del presunto suicidio era assente dalla sua postazione; il suo autista personale, che afferma con convinzione di essere stato amico e confidente della modella; lo zio materno Tony Landry, avvocato ricco e snob che sembra non abbia mai visto di buon occhio Lula, né tantomeno sembra si fidi di suo nipote John Bristow; l'amica senzatetto Rochelle Onifade, sciatta e diffidente; lo stilista Guy Somè, che godeva della pubblicità che la Landry faceva dei suoi vestiti; la modella Ciara Porter, bionda e affascinante, e il ragazzo di Lula, il musicista Evan Duffield, con cui la Landry aveva litigato in pubblico proprio il giorno della sua morte. L'investigatore è particolarmente incuriosito dalla dichiarazione di Tansy Bestigui, ricca e snob inquilina dell'appartamento al primo piano sotto quello della modella: la donna dice di aver sentito Lula litigare con un uomo e di aver poi visto cadere la ragazza dal balcone del terzo piano, dichiarazione a cui la polizia non ha creduto. 
Successivamente, Rochelle, l'amica senzatetto di Lula Landry, viene trovata morta, uccisa qualche ora dopo un incontro con Strike.
Dopo aver trovato il testamento della Landry, in cui la modella lascia tutti i suoi averi non al fratello adottivo John, ma a un suo fratello biologico, Strike scopre l'identità del vero assassino: lo stesso John Bristow, l'uomo che lo aveva assunto. Bristow, dopo essersi messo nei guai prelevando illegalmente un'ingente cifra dal fondo di un suo cliente, aveva chiesto denaro a sua sorella, non ottenendolo, così l'aveva spinta giù dal balcone. Dato che anche, Rochelle Onifade, aveva letto il testamento, Bristow ha eliminato anche lei.
Strike smaschera John Bristow, accusandolo inoltre anche dell'omicidio del fratello adottivo Charlie, molti anni prima. Bristow reagisce cercando di pugnalare Strike, ma con l'aiuto della sua segretaria Robin, Strike riesce ad avere la meglio.

## Personaggi

### Principali
- Cormoran Strike, 35 anni, è un investigatore privato senza fortuna, ex agente di polizia militare, veterano della guerra in Afghanistan, dove ha perso una gamba. Ha pochi clienti, molti debiti, dopo la rottura con la sua fidanzata ha deciso di stabilirsi nel suo stesso ufficio a Denmark Street. Di grossa corporatura, alto, dall'aspetto peloso; capelli neri, folti e ricci; fronte alta e sporgente, naso largo e sopracciglia folte viene descritto come "un giovane Beethoven che si era messo a praticare la boxe"[2].
- Robin Ellacott, 25 anni, è la segretaria temporanea di Strike, si è recentemente trasferita dallo Yorkshire a Londra, convive col suo fidanzato Matthew. Entusiasta del suo temporaneo lavoro nell'ufficio investigativo, è molto intelligente e competente, oltre che molto affascinante.
- Lula Landry (Bristow), 23 anni, top model morta tre mesi prima degli eventi del romanzo, caduta dal balcone del suo appartamento al terzo piano. L'oggetto di indagine di Strike è determinare se Lula si sia veramente suicidata oppure sia stata vittima di un omicidio.
- John Bristow, fratello adottivo di Lula Landry. Lavora per suo zio, Tony Landry, in un grande studio legale di famiglia. Decide di assumere Strike per indagare sul presunto suicidio della sorella.

### Secondari
- Evan Duffield, il fidanzato di Lula, musicista con problemi di droga. Ha litigato con Lula prima della sua morte, ma sembra abbia un alibi.
- Rochelle Onifade, amica senzatetto di Lula, sciatta e diffidente nei confronti di Strike. La modella conobbe Rochelle in un centro di recupero per tossicidipendenti.
- Guy Somé, stilista e designer di Lula, sembra fosse un intimo amico della modella, la chiamava col soprannome "Cuckoo" cioè "Cuculo". Era a Tokyo il giorno della sua morte, si rivela un testimone astuto.
- Tansy Bestigui, moglie snob di Freddy Bestigui e testimone chiave, sostiene di aver sentito litigare qualcuno nell'appartamento di Lula, nel momento della sua morte. La plausibilità della sua testimonianza è un problema per Strike e la polizia. Nei mesi successivi alla morte della Landry, inizia le procedure per divorziare dal marito.
- Freddy Bestigui, produttore cinematografico, proprietario dell'appartamento due piani sotto quello di Lula. Ha una brutta reputazione. Lui e sua moglie Tansy sono in fase di divorzio.
- Tony Landry, zio materno di John Bristow e Lula Landry, gestisce un importante studio legale, disapprovava lo stile di vita di Lula e non vede di buon occhio John.
- Ciara Porter, affascinante modella, amica di Lula. Era con Evan Duffield quando ha saputo della morte della Landry.
- Derrick Wilson, guardia giurata del palazzo in cui risiedevano Lula e i Bestigui, quando la modella è morta lui non era nella sua postazione.
- Kieran Kolovas-Jones, autista personale di Lula, ha l'aspirazione di diventare attore.
- Alison, fidanzata di John Bristow. Lavora come segretaria nello studio legale di Tony Landry.
- Marlene Higson, la madre biologica di Lula. Quando scopre che la modella è sua figlia biologica, non perde occasione di vendere la storia alla stampa. Da bambina Lula le è stata portata via dai servizi sociali.
- Lady Yvette Landry, madre adottiva di Lula, John e Charlie. Durante gli eventi del romanzo è gravemente malata di un tumore terminale. Sempre stata propensa a viziare i figli adottivi, con Lula aveva un comportamento possessivo.
- Bryony Radford, truccatrice personale di Lula, una delle persone che Lula incontra il giorno della sua morte.
- Deeby Macc, rapper statunitense, doveva arrivare a vivere nell'appartamento al secondo piano sotto Lula, la notte stessa della sua morte.
- Charlie Bristow, fratello di John Bristow e amico d'infanzia di Strike, morto da bambino, caduto in precipizio. Dopo la sua morte, i Bristow decidono di adottare un'altra figlia, Lula.
- Lucy Strike, sorellastra minore di Cormoran, ha marito e figli. Strike va alla festa di compleanno di suo nipote nel corso del romanzo.
- Charlotte Campbell, ex fidanzata di Strike, si lasciano all'inizio del romanzo.
- Matthew Cunliffe, fidanzato di Robin, disapprova l'entusiasmo della futura sposa per il suo lavoro nell'ufficio investigativo, non vede di buon occhio Strike.

## Adattamento
Nel 2017 è stata trasmessa su BBC One la serie televisiva Strike basata sulla serie di libri, il cui protagonista è interpretato da Tom Burke. L'adattamento televisivo è stato annunciato nel 2014. La serie è prodotta dalla casa di produzione della Rowling, la Brontë Film and Television.